# Campeonato Argentino de Futebol de 1923 (AAF)
O Campeonato Argentino de Futebol de 1923, originalmente denominado Copa Campeonato 1923, foi o trigésimo nono torneio da Primeira Divisão do futebol argentino e o trigésimo primeiro organizado pela Asociación Argentina de Football. O certame foi disputado entre 11 de março de 1923 e 27 de abril de 1924, em dois turnos de todos contra todos, mas o torneio teve um final abrupto, já que a Associação decidiu, devido ao avanço do ano, terminar arbitrariamente quando ainda não se tinha disputado todos as partidas, e determinou que as equipes que estavam empatadas no primeiro lugar jogasse um desempate. O Boca Juniors conquistou o seu terceiro título de campeão argentino, após disputar quatro jogos desempate contra o Huracán.

## Participantes
| Equipe                  | Cidade       |
| ----------------------- | ------------ |
| All Boys                | Buenos Aires |
| Alvear                  | Buenos Aires |
| Argentino de Banfield   | Banfield     |
| Argentino de Quilmes    | Quilmes      |
| Argentinos Juniors      | Buenos Aires |
| Boca Alumni             | Buenos Aires |
| Boca Juniors            | Buenos Aires |
| Sportivo del Norte      | Buenos Aires |
| Del Plata               | Buenos Aires |
| El Porvenir             | Gerli        |
| Estudiantes de La Plata | La Plata     |
| Huracán                 | Buenos Aires |
| Nueva Chicago           | Buenos Aires |
| Palermo                 | Buenos Aires |
| Platense (Retiro)       | Buenos Aires |
| Porteño                 | Buenos Aires |
| Progresista             | Gerli        |
| San Fernando            | San Fernando |
| Sportivo Barracas       | Buenos Aires |
| Sportivo Dock Sud       | Avellaneda   |
| Sportivo Palermo        | Buenos Aires |
| Temperley               | Temperley    |
| Villa Urquiza           | Buenos Aires |

## Classificação final
| Pos | Equipes               | Pts | J  | V  | E  | D  | GM | GS | SG  |
| --- | --------------------- | --- | -- | -- | -- | -- | -- | -- | --- |
| 1.  | Boca Juniors          | 51  | 30 | 24 | 3  | 3  | 87 | 19 | +68 |
| 1.  | Huracán               | 51  | 29 | 23 | 5  | 1  | 71 | 20 | +51 |
| 3.  | Sportivo Barracas     | 40  | 28 | 18 | 4  | 6  | 60 | 28 | +32 |
| 4.  | Sportivo Dock Sud     | 37  | 28 | 13 | 11 | 4  | 35 | 21 | +14 |
| 5.  | Palermo               | 33  | 25 | 14 | 5  | 6  | 33 | 26 | +7  |
| 6.  | Estudiantes           | 32  | 22 | 14 | 4  | 4  | 44 | 18 | +26 |
| 6.  | Nueva Chicago         | 32  | 27 | 13 | 6  | 8  | 36 | 39 | -3  |
| 8.  | Argentinos Juniors    | 29  | 28 | 10 | 9  | 9  | 30 | 25 | +5  |
| 8.  | Del Plata             | 29  | 29 | 10 | 9  | 10 | 34 | 35 | -1  |
| 10. | All Boys              | 28  | 32 | 10 | 8  | 14 | 31 | 41 | -10 |
| 11. | Temperley             | 27  | 30 | 11 | 5  | 14 | 36 | 40 | -4  |
| 11. | Progresista           | 27  | 30 | 10 | 7  | 13 | 44 | 50 | -6  |
| 11. | El Porvenir           | 27  | 33 | 8  | 11 | 14 | 26 | 44 | -18 |
| 14. | Argentino de Quilmes  | 26  | 27 | 11 | 4  | 12 | 27 | 33 | -6  |
| 14. | Platense (Retiro)     | 26  | 28 | 8  | 10 | 10 | 23 | 30 | -7  |
| 16. | Sportivo Palermo      | 24  | 18 | 9  | 6  | 3  | 27 | 17 | +10 |
| 17. | San Fernando          | 23  | 29 | 8  | 7  | 14 | 14 | 32 | -18 |
| 17. | Alvear                | 23  | 30 | 9  | 5  | 16 | 37 | 56 | -19 |
| 19. | Sportivo del Norte    | 20  | 30 | 6  | 8  | 16 | 30 | 50 | -20 |
| 20. | Argentino de Banfield | 18  | 28 | 6  | 6  | 16 | 37 | 61 | -24 |
| 20. | Boca Alumni           | 18  | 31 | 6  | 6  | 19 | 32 | 63 | -31 |
| 22. | Villa Urquiza         | 16  | 31 | 4  | 8  | 19 | 17 | 41 | -24 |
| 23. | Porteño               | 14  | 27 | 3  | 8  | 16 | 26 | 53 | -27 |

## Desempate pelo título
As duas equipes que ficaram empatadas na primeira posição quando a competição foi suspensa, se enfrentaram para decidir o título. Devido a paridade das forças foi necessário a realização um quarto jogo, que foi definido após a partida ser prorrogada.
| Primeira partida | Primeira partida | Primeira partida | Primeira partida  | Primeira partida    | Primeira partida |
| Equipe 1         | Resultado        | Equipe 2         | Estádio           | Data                |                  |
| ---------------- | ---------------- | ---------------- | ----------------- | ------------------- | ---------------- |
| Boca Juniors     | 3 - 0            | Huracán          | Sportivo Barracas | 16 de março de 1924 |                  |

| Segunda partida | Segunda partida | Segunda partida | Segunda partida   | Segunda partida     | Segunda partida |
| Equipe 1        | Resultado       | Equipe 2        | Estádio           | Data                |                 |
| --------------- | --------------- | --------------- | ----------------- | ------------------- | --------------- |
| Huracán         | 2 - 0           | Boca Juniors    | Sportivo Barracas | 30 de março de 1924 |                 |

| Terceira partida | Terceira partida | Terceira partida | Terceira partida | Terceira partida   | Terceira partida |
| Equipe 1         | Resultado        | Equipe 2         | Estádio          | Data               |                  |
| ---------------- | ---------------- | ---------------- | ---------------- | ------------------ | ---------------- |
| Boca Juniors     | 0 - 0 (prorr.)   | Huracán          | G.E.B.A.         | 6 de abril de 1924 |                  |

| Quarta partida | Quarta partida | Quarta partida | Quarta partida    | Quarta partida      | Quarta partida |
| Equipe 1       | Resultado      | Equipe 2       | Estádio           | Data                |                |
| -------------- | -------------- | -------------- | ----------------- | ------------------- | -------------- |
| Huracán        | 0 - 2 (prorr.) | Boca Juniors   | Sportivo Barracas | 27 de abril de 1924 |                |

## Premiação
| Campeonato Argentino de Futebol de 1923 (AAF) |
| --------------------------------------------- |
| Boca Juniors Campeão (3° título)              |

## Goleador
| Jogador   | Jogador           | Gols | Equipe       |
| --------- | ----------------- | ---- | ------------ |
| Argentina | Domingo Tarasconi | 40   | Boca Juniors |

## Bibliografía
- Estévez, Diego (2010). 38 Campeones del fútbol argentino 1891-2010. [S.l.]: Ediciones Continente. ISBN 978-950-754-301-2